# Cherminotus longifrons
 Cherminotus longifrons — вид ящірок родини Варанові (Varanidae). Cherminotus longifrons був вперше описаний в 1984 році у відкладеннях формування Барун Гойот в Монголії. Повніші зразки були пізніше знайдені в формування Дядохта. Скам'янілості датуються пізньою крейдою, 75 млн років тому. Cherminotus мав довшу морду, ніж його найближчий сучасний родич, безвухий варан. Cherminotus має одну дірку у слізній кістці, що називається слізним отвором. Інші варани мають два отвори в слізних кістках.